# Bernardo II de Sajonia-Jena
Bernardo II de Sajonia-Jena (en alemán, Bernhard II. von Sachsen-Jena; Weimar, 21 de febrero de 1638-Jena, 3 de mayo de 1678) fue duque de Sajonia-Jena entre 1662 y 1678.

## Biografía
Era el séptimo vástago, aunque el cuarto hijo varón que sobrevivió a la infancia, del duque Guillermo de Sajonia-Weimar y de Leonor Dorotea de Anhalt-Dessau.
Bernardo asistió a la Universidad de Jena desde febrero de 1654 hasta noviembre de 1657. Luego fue introducido en los asuntos políticos cuando su padre lo envió a París para fortalecer las relaciones entre la línea Ernestina y el rey Luis XIV de Francia, con la esperanza que fuera mediante un matrimonio. El rey francés, sin embargo, le hizo esperar dieciocho meses para concederle una audiencia. Su estancia en Francia finalmente lo llevó a concertar un matrimonio con María Carlota de La Trémoille, hija de Henri de La Trémoille y de Marie de La Tour d'Auvergne. Su familia eran residentes de la corte francesa donde ostentaban el rango de príncipes extranjeros.
La boda tuvo lugar en París el 10 de junio de 1662. Poco después, la pareja se trasladó a Jena, donde nacieron sus cinco hijos:
1. Guillermo (Jena, 24 de julio de 1664-ibidem, 21 de junio de 1666).
2. Niña nacida muerta (Jena, 7 de abril de 1666).
3. Bernardo (Jena, 9 de noviembre de 1667-ib., 26 de abril de 1668).
4. Carlota María (Jena, 20 de diciembre de 1669-Gräfentonna, 6 de enero de 1703), desposó el 2 de noviembre de 1683 al duque Guillermo Ernesto de Sajonia-Weimar; se divorciaron en 1690.
5. Juan Guillermo (Jena, 28 de marzo de 1675-ib., 4 de noviembre de 1690), duque de Sajonia-Jena.

En 1662, tras la muerte de su padre, Bernardo y sus hermanos se dividieron la herencia paterna de Sajonia-Weimar, correspondiéndole el ducado de nueva creación de Sajonia-Jena.
El matrimonio de Bernardo y María Carlota fue totalmente infeliz, y con la apariencia de ser irreconciliables, el duque decidió contraer matrimonio con una de las damas de su corte, María Isabel de Kospoth. Solemnemente prometió que se divorciaría de su esposa y se casaría con ella, a lo que ella accedió. Tuvieron una hija:
1. Emilia Leonor de Kospoth (Palacio de Dornburg, 20 de septiembre de 1672-Merseburg, 3 de mayo de 1709), desposó en 1692 a Otto Wilhelm de Tümpling.

Mientras, los esfuerzos de Bernardo para conseguir la anulación de su matrimonio no prosperaban, ya que ningún teólogo o jurista podía darle los motivos de divorcio, aunque aparentemente pareció reconciliarse con María Carlota.
No obstante, el 20 de octubre de 1672 prometió por escrito a su amante que nunca la olvidaría, y que la cuidaría y protegería como si fuera una verdadera esposa, y le concedió el título de "señora de Alstädt" y una renta anual de 1000 táleros. Así, Bernardo se convirtió en uno de los pocos casos de bigamia entre príncipes. El contrato declaraba que los hijos de ambos serían legitimados y nobles, hasta que una acta Imperial pudiera reconocerlos con un rango superior. Le concedió como dote (Morgengabe) una suma de 20.000 táleros y le asignó el palacio de Dornburg como residencia. Ella estaba obligada a mantener el matrimonio en secreto hasta la muerte de la primera esposa del duque; si lo hiciera público, el duque dejaría de estar obligado por el contrato.
El 8 de noviembre de 1676, María Isabel fue elevada por el emperador al rango de condesa Imperial (Reichgräfin), junto con su hijo, y cualquier otro hijo legítimo, con el título de condesa de Altstädt (Gräfin von Altstädt) y el estatus de "hoch- und wohlgebohrne".
Cuando Bernardo murió fue sucedido por su único hijo superviviente, Juan Guillermo, nacido de su primera esposa después de su reconciliación en 1675.
María Isabel obtuvo su Morgengabe, no sin alguna dificultad. Sobrevivió a su "marido" treinta y ocho años.